# Plommonvecklare
Plommonvecklare (Cydia funebrana eller Grapholita funebrana) är en liten fjäril i familjen vecklare vars larv lever i frukter från träd i plommonsläktet, däribland odlade plommon. Den fullbildade fjärilen har en vingbredd på 10-15 millimeter.